# Klosterruine Tönisstein

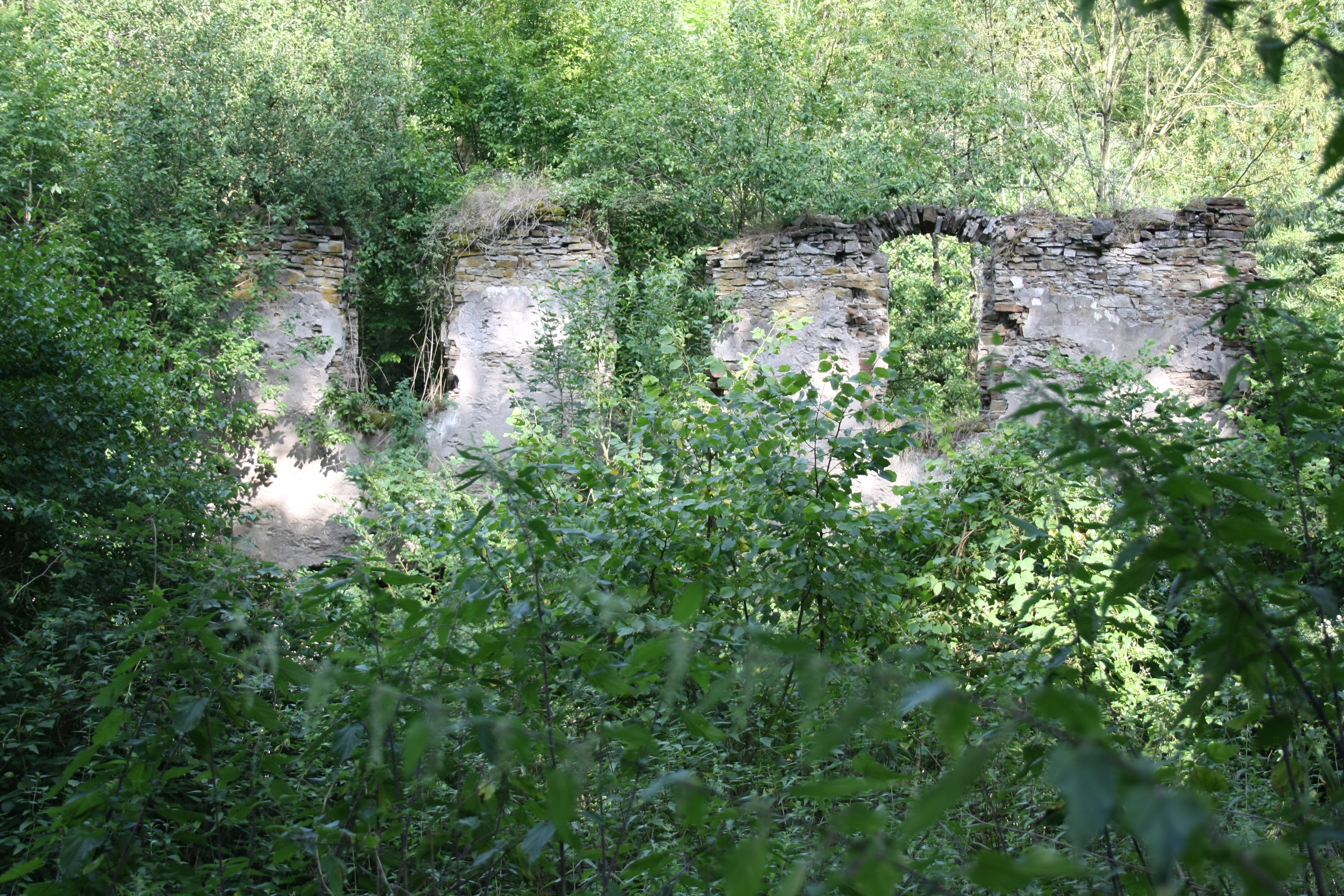
Klosterruine Tönisstein

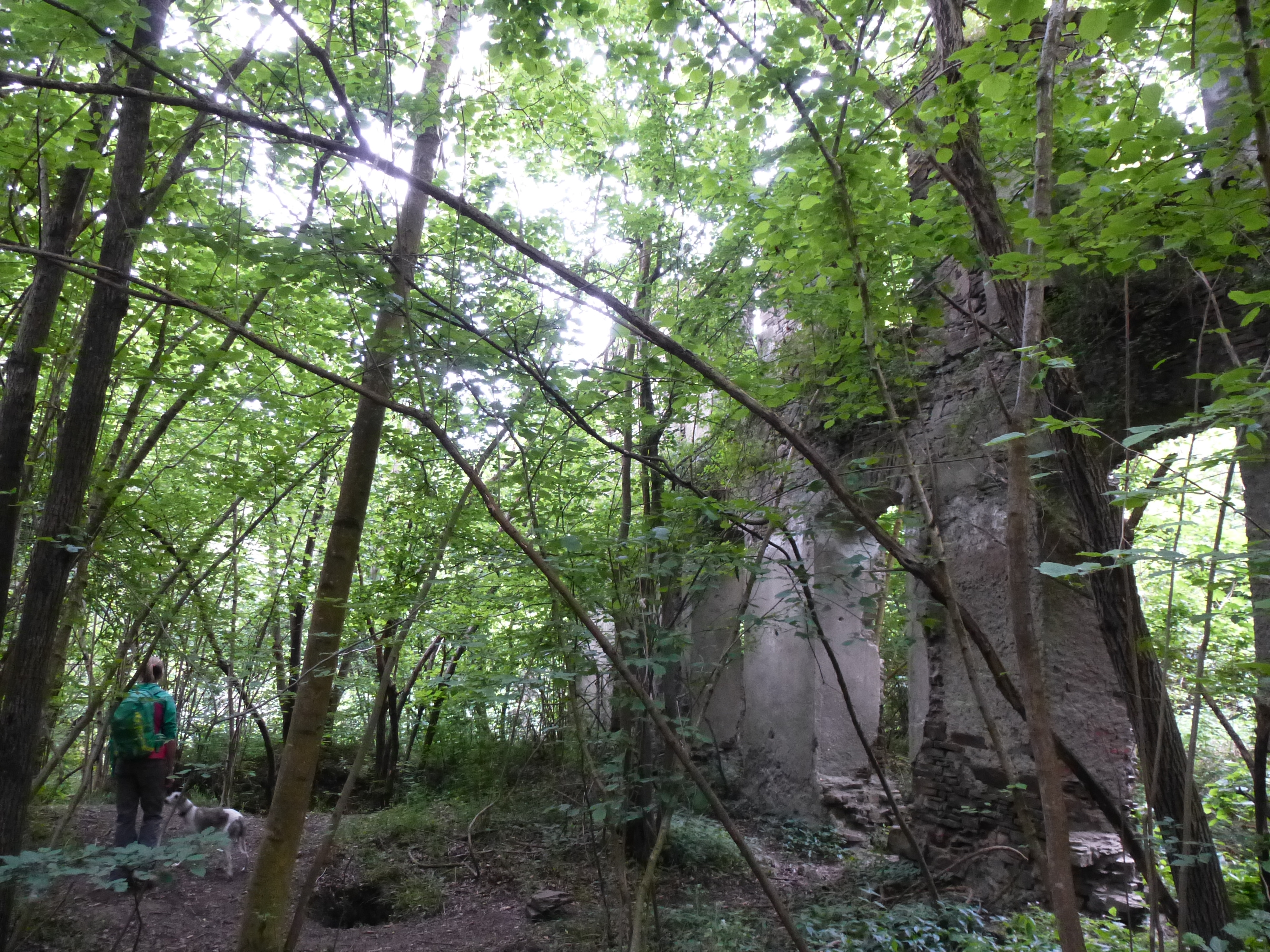
Ruinen des Klosters im Jahr 2015

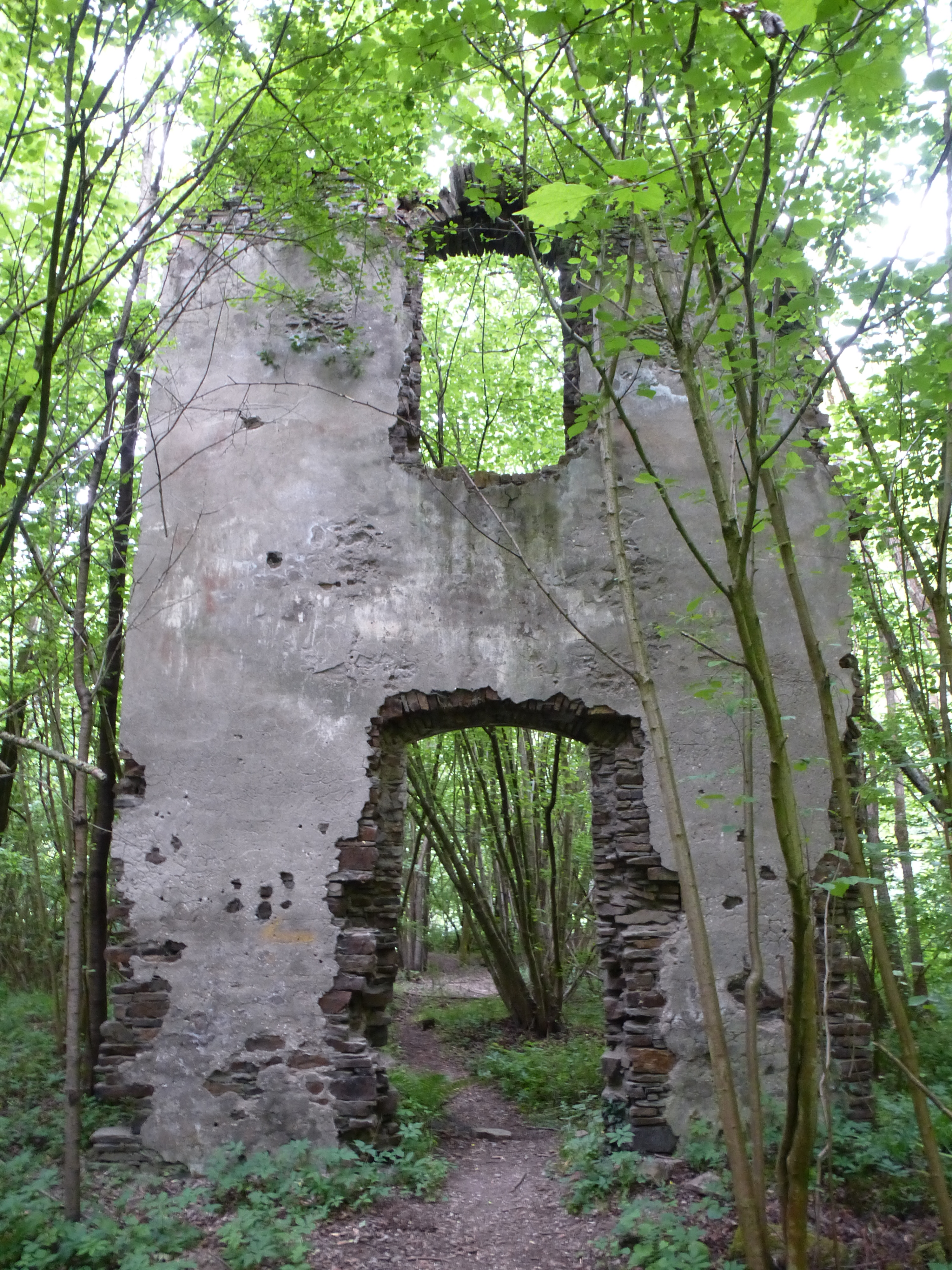
Ruinen des Klosters im Jahr 2015

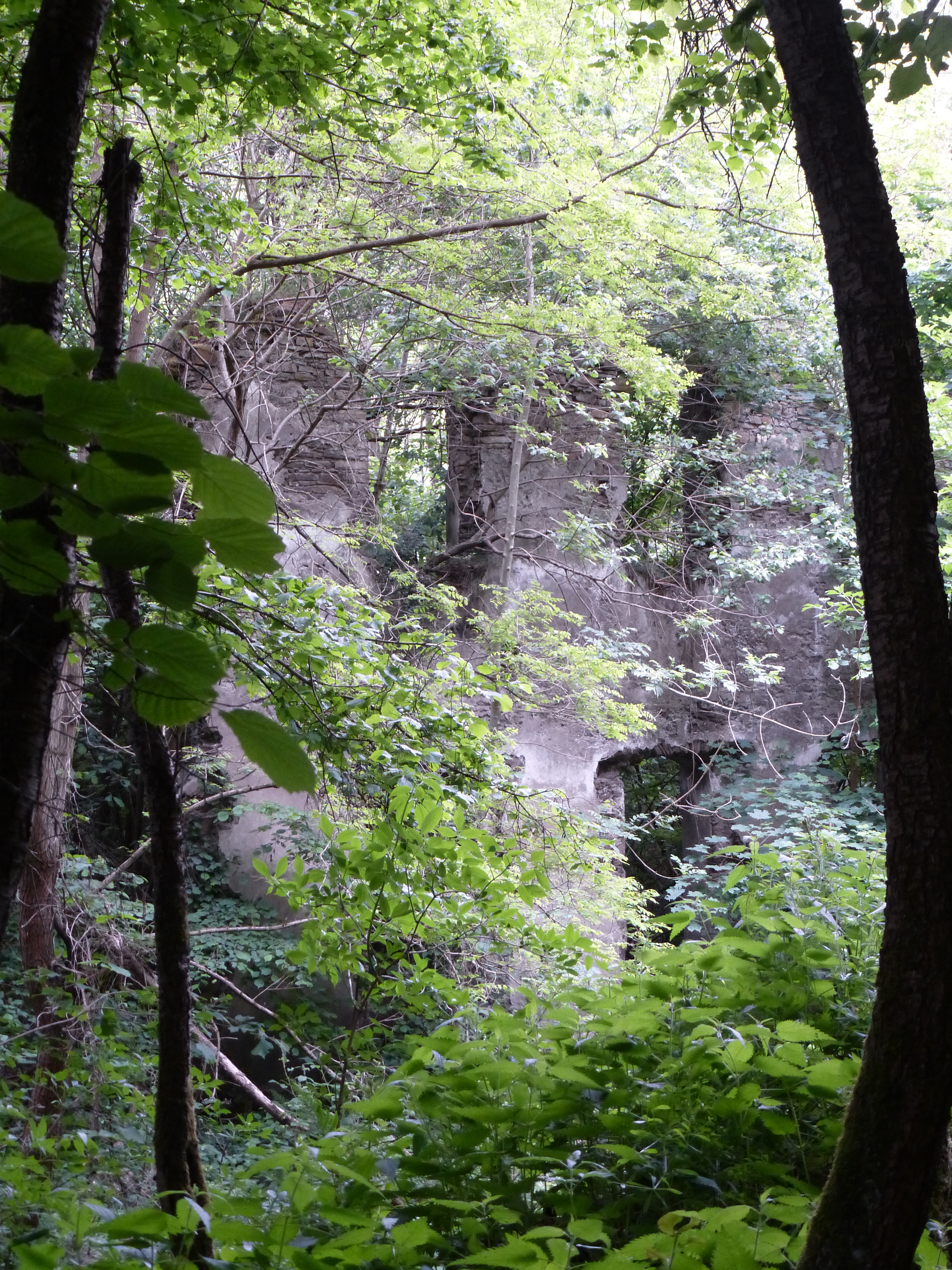
Ruinen des Klosters im Jahr 2015

Die Klosterruine Tönisstein, auch Kloster Sankt Antoniusstein, ist die Ruine eines 1465 gegründeten ehemaligen Karmeliterklosters in Bad Tönisstein in Andernach (Rheinland-Pfalz). Die Klosterruinen sind als Kulturdenkmal geschützt.

## Geschichte
Nach einer Legende fand 1388 ein Hirte aus Kell im Tönissteiner Tal eine Pietà (Gnadenbild) mit dem Hl. Antonius in einem brennenden Dornbusch. Dies wurde zum Anlass genommen an dieser Stelle 1390 eine Kapelle zu errichten, die der Gottesmutter, dem Hl. Antonius und dem Hl. Wendelin geweiht war.
Aus der Bezeichnung Sankt Antoniusstein wurde mundartlich Tönisstein (von Tönnes = Anton(ius)). Die einsetzenden Wallfahrten führten zum Bau des Karmeliterklosters Sankt Antoniusstein  in den Jahren 1465 bis 1495. Die einschiffige Kirche wurde durch Stiftungen reich ausgestattet und das Kloster später zu einer barocken Anlage umgestaltet.
Die Karmeliter verwandten das Quellwasser bereits zu Heilzwecken, denn die  Quelle Helpert im Pöntertal wurde 1501 erstmals urkundlich erwähnt. Seit 1620 hieß auch der entstehende Kurort wie das Kloster „Tönisstein“. Im 17. und 18. Jahrhundert wurde Tönisstein von den Kölner Kurfürsten zu ihrem bevorzugten Bade- und Kurort ausersehen.
1802 wurde infolge der Säkularisation das Kloster aufgelöst und verfiel zur Ruine. Das Marienbild kam in die katholische Pfarrkirche St. Lubentius in Kell.
Die Klosterruine liegt am Rundwanderweg Höhlen- und Schluchtensteig, der zu dem Wanderwegeangebot Traumpfade im Landkreis Mayen-Koblenz zählt.